# Mosqueteros de la Guardia

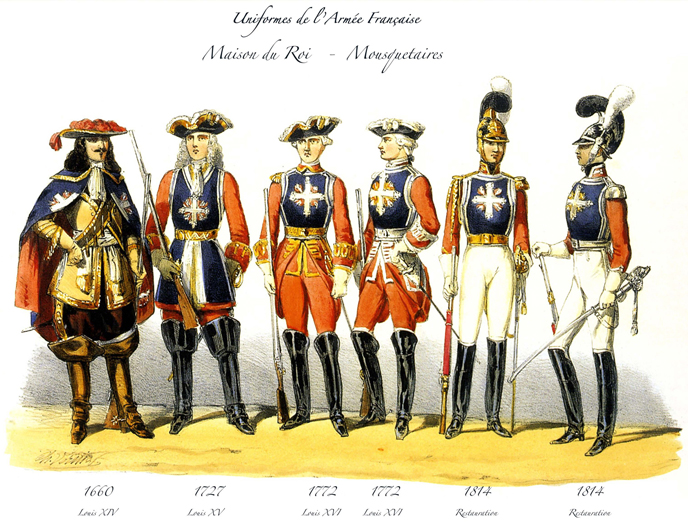
Mosqueteros c..

Los mosqueteros de la Guardia (en francés Mousquetaires de la garde), también llamados «mosqueteros negros» y «mosqueteros grises», fueron una compañía de combate de la rama militar de la Maison du Roi, la casa real de Francia. Su nombre se popularizó  posteriormente gracias a las novelas de Alejandro Dumas, en especial los Tres mosqueteros.

## Historia
El cuerpo de mosqueteros de la guardia se creó en 1622 cuando Luis XIII promocionó a una compañía de caballería ligera (los "carabins", creada por el padre de Luis, Enrique IV) con mosquetes. Los mosqueteros luchaban en la batalla a pie (como parte de la infantería) y a caballo (formando con la caballería). Constituían la guardia real del rey mientras estaba fuera de las residencias reales (dentro de las residencias reales, la guardia del rey estaba formada por los "Garde du corps" y los "Gardes suisses").
Poco después de su creación, una segunda compañía de mosqueteros fue creada por el Cardenal Richelieu. A la muerte del cardenal en 1642, la compañía pasó a su sucesor, el Cardenal Mazarino, que los disolvió en 1646. Los mosqueteros del cardenal reaparecieron en 1657 con una compañía de 150 hombres. A la muerte de Mazarino en 1661, esta unidad pasó al control directo de Luis XIV. Las dos compañías fueron reorganizadas en 1664, y una de ellas tomó el nombre de "mosqueteros grises" ("mousquetaires gris") por el color de sus caballos, mientras que la segunda fue llamada los "mosqueteros negros" ("mousquetaires noirs"). Aproximadamente al mismo tiempo se duplicó el tamaño de las compañías.
Los mosqueteros estuvieron entre las más prestigiosas de las compañías militares del Antiguo régimen, y en principio, el acceso estaba reservado para nobles. Con las reformas de Michel le Tellier, que obligó a un cierto número de años de servicio militar antes de que los nobles pudieran alcanzar el rango de oficial, muchos nobles intentaron servir en las privilegiadas compañías de mosqueteros reales. 
En 1776, los mosqueteros fueron disueltos por Luis XVI por razones presupuestarias. Se volvieron a formar en 1789, siendo disueltos poco después. Su última refundación fue el  6 de julio de 1814 y su disolución definitiva, el 1 de enero de 1816.

## Mosqueteros de la Guardia notables
- Charles de Batz-Castelmore d'Artagnan (base histórica del personaje de Dumas en Los tres mosqueteros)
- Armand Athos (base histórica del personaje de Dumas en Los tres mosqueteros)
- Henri d'Aramitz (base histórica del personaje de Dumas en Los tres mosqueteros)
- Isaac de Porthau (base histórica del personaje de Dumas en Los tres mosqueteros)
- Rafael du Serran, duque de Villamor.
- Gilbert du Motier, Marqués de La Fayette.
- Charles Guillaume Gouhier des Champeaux de Petiteville, conde de Charencey
- Louis de Rouvroy, duque de Saint-Simon